# Blaveta africana
La blaveta africana (Zizeeria knysna) és una espècie de lepidòpter papilionoïdeu de la família dels licènids (Lycaenidae) present als Països Catalans.

## Distribució
S'estén de forma àmplia per gran part d'Àfrica i el sud de la península Ibèrica. També és present en nombroses illes africanes i mediterrànies, com ara les Canàries, São Tomé i Príncipe, Mascarenyes, Madagascar, Sicília, Creta o Xipre. A Catalunya és una papallona que només es coneix d'una sèrie d'exemplars capturats a principis del segle xx prop de Tortosa, però no existeixen citacions recents.

## Descripció
Envergadura alar d'entre 18 i 23 mm en els mascles i d'entre 21 i 26 mm en les femelles. Marcat dimorfisme sexual per la coloració de l'anvers. En el mascle, l'anvers és de color blau lilós, amb una àmplia franja exterior marró, mentre que la femella és del tot marró o, com a molt, amb una mica de blau limitat a la part basal. Revers de color gris marronós amb una gran quantitat de punts negres envoltats de blanc, tot i que també hi ha exemplars que en tenen un nombre més reduït. Al marge d'ambdues ales s'hi troba una sèrie de punts marrons tènues, els quals van acompanyats, per la part interior, d'una sèrie de taques marronoses anguloses a l'ala posterior.

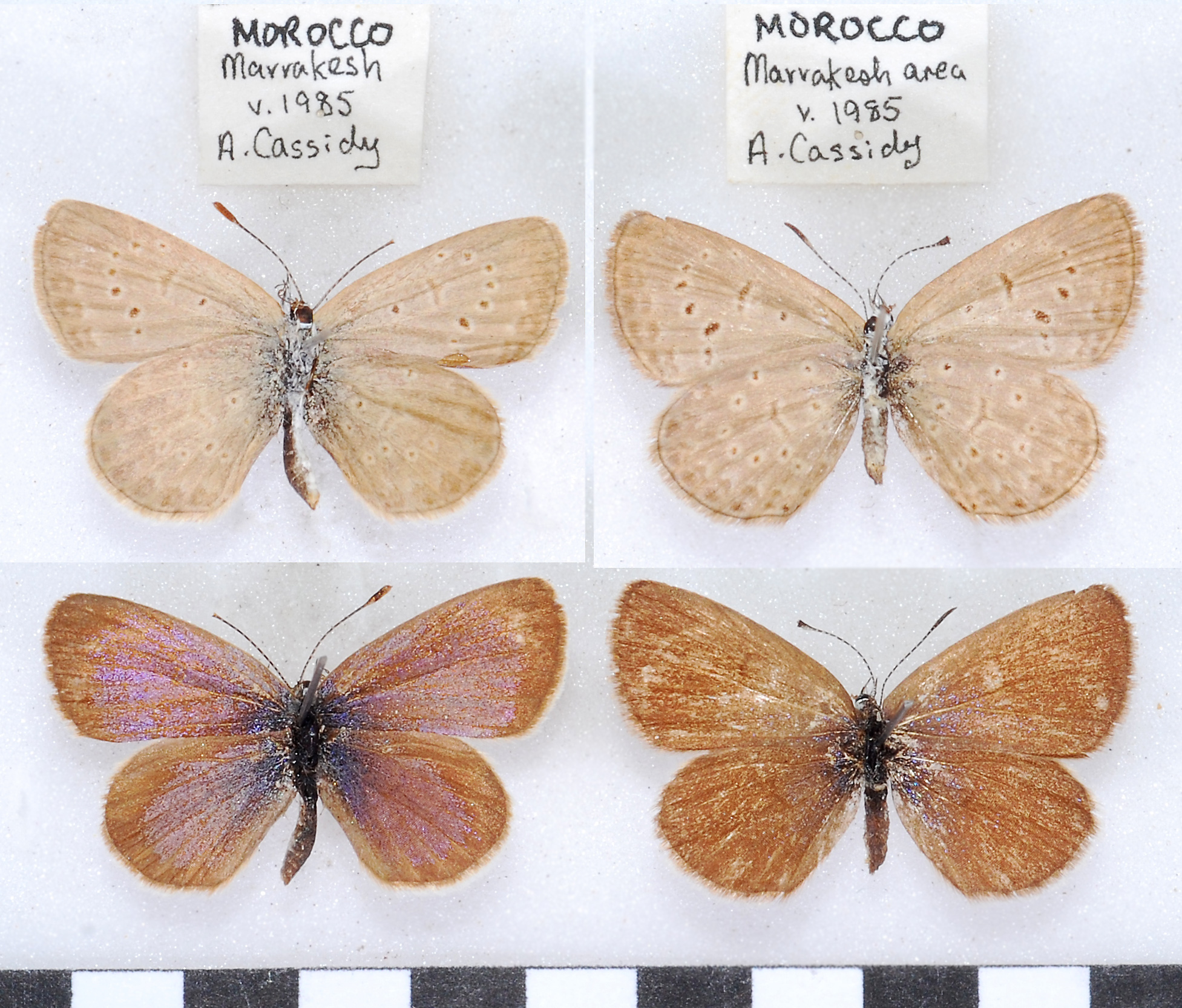
♂ / ♀

## Hàbitat
Prats amb abundància de fabàcies, especialment antropitzats i amb un cert grau d'humitat, clarianes assolellades en boscos prop de rius, oasis, i barrancs costaners, entre d'altres. Rang altitudinal des del nivell del mar fins als 1500 m. L'eruga s'alimenta d'una gran varietat d'espècies de diverses famílies. Al nord-oest d'Àfrica aquestes inclouen diverses fabàcies, com ara Medicago, Anthyllis i Melilotus, i espècies d'altres famílies, entre les quals es poden trobar poligonàcies, plumbaginàcies i zigofil·làcies. Al sud de la península Ibèrica s'han registrat diverses espècies de fabàcies, sobretot del gènere Medicago, mentre que a les Canàries amarantàcies. A la resta de la seva distribució, les plantes nutrícies pertanyen a les famílies de les oxalidàcies, malvàcies i euforbiàcies.

## Període de vol i hibernació
Vola en diverses generacions durant tot l'any en gran part de la seva distribució, sense una veritable diapausa hivernal, mentre que al sud de la península Ibèrica, Canàries i nord-oest d'Àfrica ho fa de febrer a octubre.

## Comportament
Es tracta d'una espècie mirmecòfila, les erugues de la qual es poden associar amb diverses espècies de formiga dels gèneres Pheidole o Tapinoma.

## Galeria

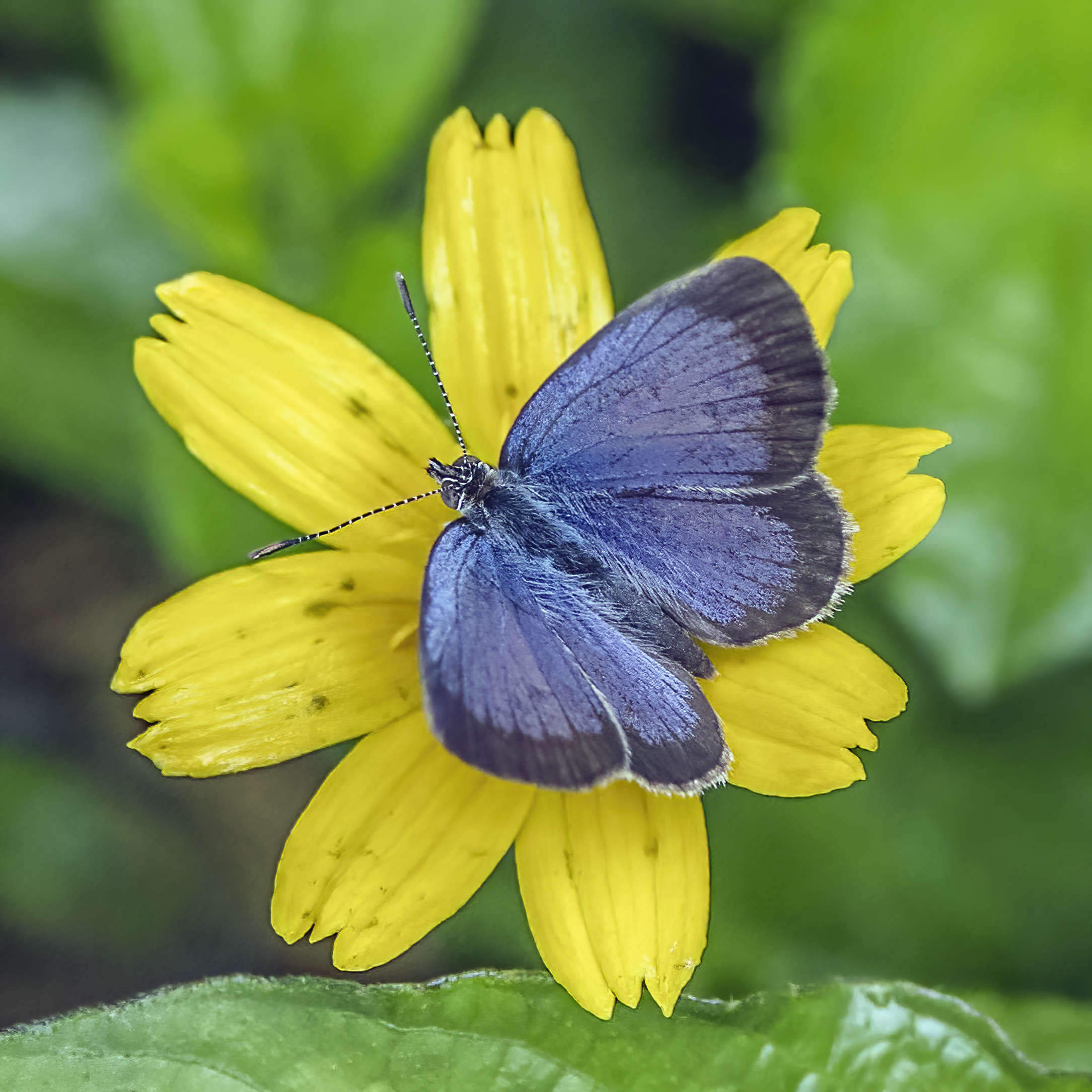
Anvers d'un mascle
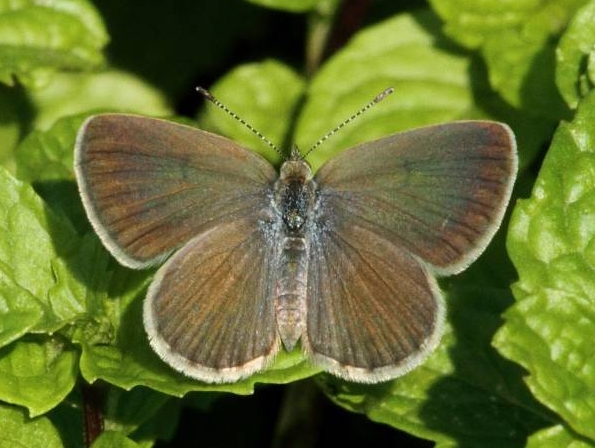
Anvers d'una femella
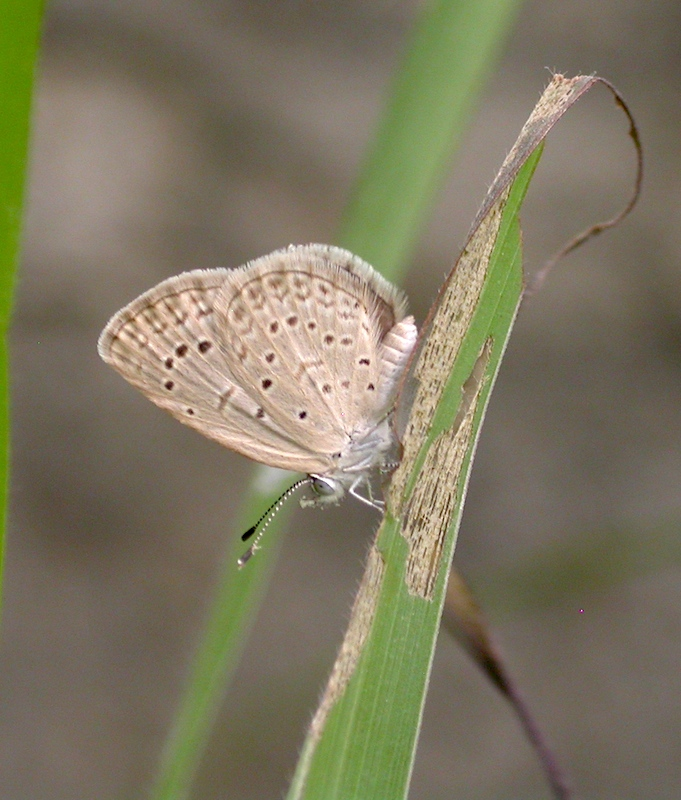
Revers
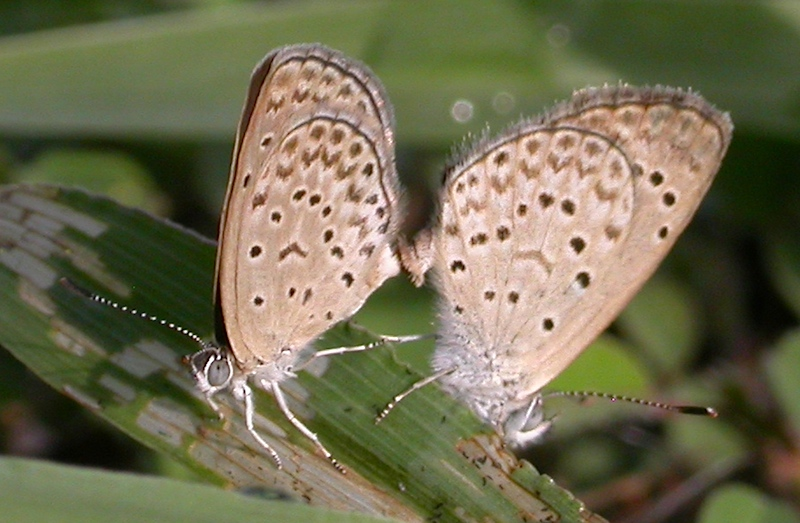
Aparellament